# Liogenys pilosipennis
Liogenys pilosipennis är en skalbaggsart som beskrevs av Moser 1918. Liogenys pilosipennis ingår i släktet Liogenys och familjen Melolonthidae. Inga underarter finns listade i Catalogue of Life.